# Hans Silfverlåås
Hans Silfverlåås, tidigare Verklaes, död 1654, var en svensk ämbetsman.

## Biografi
Hans Silfverlåås var son till borgaren Peter Verklaes och Brita i Kalmar. Han blev 1630 borgmästare i Kalmar och fick avträdda tjänsten 1641, på grund av kiv och tvist. Silfverlåås blev åter borgmästare i staden 9 november 1644 och adlades 18 mars 1647 till Silfverlåås och introducerades samma år som nummer 377. Han nekades tjänstgöra som borgmästare av rådet och avsattes 1649 av landshövdingen. Silfverlåås avled 1654 och begravdes 15 januari samma år i Kalmar. Han var en förmögen och betydande man i Kalmar.
Silfverlåås ägde gården Törnerum i Ryssby socken.

### Familj
Silfverlåås gifte sig första gången 1607 med Maria Jönsdotter (1558–1632). Hon var dotter till borgaren Jöns Pedersson och Elin Nilsdotter. Maria Jönsdotter var änka efter borgmästaren Håkan Gudmundsson i Kalmar.
Silfverlåås gifte sig andra gången 1633 med Helena Eschilli (död 1653). Hon var dotter till superintendenten Nicolaus Eschilli i Kalmar stift och Birgitta Ungius. De fick tillsammans barnen kaptenen Gustaf Silfverlåås (död 1704), Brita Silfverlåås som var gift med häradshövdingen Tore Ollonberg, Maria Silfverlåås (död 1706) som var gift med kommissarien Lorentz Assarsson, ryttmästaren Peter Silfverlåås (1645–1704), majoren Hans Silfverlåås (död 1700), kornetten Jonas Silfverlåås vid livregementet, Catharina Silfverlåås som var gift med majoren Jöran Papegoja och Helena Silfverlåås (född 1653).